# 김재범
김재범(金宰範, 1985년 1월 25일~)은 대한민국의 전직 유도 선수이다. 종교는 개신교이다.
김재범은 경상북도 김천시에서 태어났다. 2005년 타슈켄트에서 열린 아시아 유도 챔피언십에서는 73kg 이하급, 2008년 제주에서 열린 아시아 유도 챔피언십에서는 81kg 이하급에서 각각 금메달을 획득하였다. 2008년 하계 올림픽에서는 은메달을 획득하였다. 2010년 아시안 게임에도 출전하여 금메달을 획득하였다. 2012년 하계 올림픽에서 4년 전 같은 결승 상대였던 독일의 올레 비쇼프를 꺾고, 금메달을 획득하여 이원희에 이어 유도 선수로는 2번째로 그랜드 슬램을 달성하였다. 본래는 73kg급이었으나, 정상급 선수들이 많아 81kg급에 도전하는 것이 더 유리하다고 판단하여 변경한 것이라고 한다.
2012년 9월 28일 당시 새누리당의 대통령 후보였던 박근혜는 김재범을 경북선대위원장에 임명하였으나 2012년 10월 1일에 사퇴하였다.
2016년 5월 4일 현역에서 은퇴하였고, 소속팀인 렛츠런파크에서 코치 생활을 하고 있다.

## 사건

### 음주운전
2007년, 2008년 그리고 2009년 총 3번에 걸쳐 음주운전을 하다 적발되었다. 2009년 음주운전한 당시는 무면허 상태에서 음주운전을 하다 접촉사고를 냈는데 이미 두 차례의 음주운전 사례도 있어서 결국 불구속 입건되었다.